# Tipografsko pismo
Tipografsko pismo jest dizajn slova, brojeva i drugih simbola koji se koriste u tiskarstvu ili na elektronskim prikazima teksta. Većina tipografskih pisama uključuju varijacije veličine (npr. 24 točke), stila (masno, kurziv, VERZAL, kurent itd.), širine (npr. condensed) i sličnog. Svaka od ovih varijacija u tipografskom pismu čini font.
Svako je tipografsko pismo skup glifova (slovnih znakova), od kojih svaki predstavlja pojedino slovo, broj, razgodak ili drugi simbol. Isti glif može biti rabljen za znakove iz različitih jezičnih pisama; primjerice, rimsko veliko slovo A izgleda identično ćiriličnomu velikom slovu A i grčkomu velikomu alfa (A). Postoje i tipografska pisma za specifičnu uporabu, poput kartografije, astrologije i matematike.

## Anatomija
Tipografi su razvili opsežan rječnik za opisivanje raznih aspekata tipografskog pisma i tipografije. Neke od riječi primjenjive su isključivo na određen dio jezičnih pisama. Serifi su danas, primjerice, isključivo dekorativni elementi europskih pisama, dok glifovi rabljeni u arapskim i istočnoazijskim pismima imaju slična obilježja koja, međutim, nisu ukrasna i nemaju konkretnih poveznica sa serifima.

### Serifi
|  | sans-serifno pismo         |
|  | serifno pismo              |
|  | pismo s označenim serifima |

Tipografska pisma se mogu podijeliti na dvije glavne skupine: serif i sans-serif. Serifi su maleni ukrasni dodatci na krajevima slovnih znakova, a potječu još od rimske kapitale. U tiskarstvu se pisma bez serifa nazivaju sans-serif (od franc. sans, »bez«) ili grotesk.
Oba pisma, serif i sans-serif, u svojoj raznolikosti uključuju ne samo pisma osmišljena za veliko tijelo teksta, već i dekorativna pisma. Prisutnost ili nedostatak serifa samo je jedan faktor u odabiru tipografskog pisma.

### Proporcije
Proporcionalno pismo sadrži glifove različitih širina (usp. širinu slova »m« i »i«), dok neproporcionalno (monospace ili fixed-width) pismo koristi jednu standardnu širinu za sve glifove fonta. Postoje i duospace fontovi, koji su slični monospace fontovima, no dozvoljavaju dvostruku širinu za glifove.
Neproporcionalna (monospace) pisma koristila su se za pisaće strojeve, tekstualne operativne sustave i starije igraće konzole koje su ekran tretirale kao jednoliku mrežu ćelija. Danas se nerijetko rabe za prikaz programskog koda kako bi određene znakove bilo lakše prepoznati.
Pomoću neproporcionalnih fontova obično se prikazuje i ASCII-art, a na mrežnim stranicama poput Wikipedije, HTML oznake <tt> </tt>, <code> </code> obično omogućuju monospace fontove.

### Metrike
Većina stilova pisanja dijeli koncept linije teksta (baseline), zamišljene vodoravne crte na kojoj leže svi znakovi. U latinici, grčkom pismu i ćirilici može se razabrati razdaljina između linije teksta i linije kurenta (gornje linije slova poput „x”, „a” i „c”) koja se zove x-visina.
U nekim stilovima, dijelovi glifova prodiru ispod linije teksta te se nazivaju descenderima. Descent (»silazni potez«) predstavlja razdaljinu između krajnjeg dijela descendera i linije teksta. Slično tomu, dijelovi glifova koji prodiru gore kroz liniju kurenta nazivaju se ascenderima te se razlika njihove krajnje gornje vrijednosti i linije kurenta zove ascent (»uzlazni potez«). Omjer x-visine i uspona često se koristi za karakterizaciju pojedinih tipografskih pisama.
Pisma koja se u dokumentu mogu izmjenjivati bez promjene toka teksta nazivaju se »metrički identičnima« ili »metrički kompatibilnima«. Nekoliko je pisama stvoreno kako bi bilo metrički kompatibilno sa širokim spektrom neslobodnih pisama i omogućilo uređivanje dokumenata u tim neslobodnim pismima čak i ako ona nisu dostupna. Primjerice, slobodni fontovi Liberation i Croscore dizajnirani su kao metrički kompatibilni s učestalim fontovima koje je dizajnirao Microsoft.

## Obitelj pisama
Obitelj tipografskih pisama predstavlja skup pisama koja dijele aspekte dizajna. Najjednostavnija obitelj pisama ima samo »običan« (regular) i »ukošeni« (oblique) oblik, na engleskom poznati i pod nazivima Roman i Italic. Malo kompleksnije obitelji uključuju i masne (tzv. bold) inačice. Suvremena profesionalna obitelj ima do 54 različita stila: condensed, obični i expanded oblici svakog od thin, extralight, light, regular, medium, demibold, bold, extrabold i bold rezova u običnom i ukošenom obliku.

## Veličine pisama
Veličina tipografskog pisma izražava se u tipografskim točkama. Osim numeričke vrijednosti, najčešće veličine imaju i opisne nazive.
| Naziv            | Veličina u tipo- grafskim točkama | Veličina u milimetrima |
| ---------------- | --------------------------------- | ---------------------- |
| osmina petita    | 1 pt                              | 0,376 mm               |
| četvrtina petita | 2 pt                              | 0,752 mm               |
| četvrtina cicera | 3 pt                              | 1,128 mm               |
| polovica petita  | 4 pt                              | 1,504 mm               |
| perl             | 5 pt                              | 1,880 mm               |
| nomparel         | 6 pt                              | 2,256 mm               |
| kolonel          | 7 pt                              | 2,632 mm               |
| petit            | 8 pt                              | 3,009 mm               |
| borgis           | 9 pt                              | 3,385 mm               |
| garmond          | 10 pt                             | 3,761 mm               |
| cicero           | 12 pt                             | 4,513 mm               |
| srednjak         | 14 pt                             | 5,265 mm               |
| tercija          | 16 pt                             | 6,017 mm               |
| tekst            | 20 pt                             | 7,521 mm               |
| dva cicera       | 24 pt                             | 9,026 mm               |

## Demonstrativni tekstovi
Rečenice koje sadrže sva slova abecede (pangrami), poput engleske »The quick brown fox jumps over the lazy dog« ili hrvatske »Gojazni đačić s biciklom drži hmelj i finu vatu u džepu nošnje«, često se koriste za demonstraciju naličja pisma i njegovih glifova zbog toga što prikazuju sve znakove na jednom mjestu i u praktičnom kontekstu. Za dulje tekstualne primjere (poput jedne stranice ili paragrafa), dizajneri često rabe tekstove bez značenja (na engleskom popularno zvano greeking), kao što su lorem ipsum ili latinske tekstove poput početka Ciceronovog djela In Catilinam. Greeking se u tipografiji koristi za prikaz masnoće i stila glifova, kao i za demonstraciju opće tipografske estetike pisma prije uporabe.

## Vanjske poveznice
- pismo, tipografsko, Hrvatska enciklopedija
- Tipografski rječnik, osobna stranica Vilka Žiljaka